# Dagens Nyheter
Dagens Nyheter (DN) (česky „Novinky dne“) jsou jedny z největších švédských novin. Vychází od roku 1864. Redakce sídlí od založení ve Stockholmu. Mezi spolupracovníky těchto novin patřil např. August Strindberg, Per Christian Jersild, Peter Englund nebo Steve Sem-Sandberg. Šéfredaktorem je od roku 2013 Peter Wolodarski.